# Petit chien lion
Le löwchen ou petit chien lion est une race de chiens originaire d'Europe centrale. Des petits chiens de compagnie toilettés en lion existent depuis le XVe siècle. L'origine exacte de la race est inconnue : elle est probablement issue de nombreux croisements avec des caniches, des bichons et des barbets. Très populaire notamment au XVIIIe siècle, les effectifs de la race ont fortement décru durant le XIXe siècle et dans les années 1960, le petit chien lion est déclaré « chien le plus rare du monde ». La race est toujours assez peu représentée.
De petite taille, le petit chien lion a une allure fière et décidée avec son toilettage en lion. Le poil est long, soyeux et légèrement ondulé. Toutes les couleurs de robes sont acceptées. Décrit comme affectueux et obéissant, le petit chien lion est un chien de compagnie capable de s'épanouir dans des activités sportives telles que l'agility ou l'obérythmée.

## Historique
Des petits chiens toilettés en lion sont dépeints dès le XVe siècle sur des tapisseries hollandaises. Au XVIIe siècle, les chiens de manchons deviennent à la mode auprès de la noblesse : des chiens ressemblant au caniche, à l'épagneul nain, au bichon et au petit chien lion sont présents sur de nombreux supports artistiques. Au XVIIIe siècle, le « chien-lion » est listé et illustré dans l'Histoire naturelle de Buffon et par Linné. Des chiens à la coupe en lion et au poil lisse sont encore représentés notamment par Goya, ou Jean-Baptiste Huet.

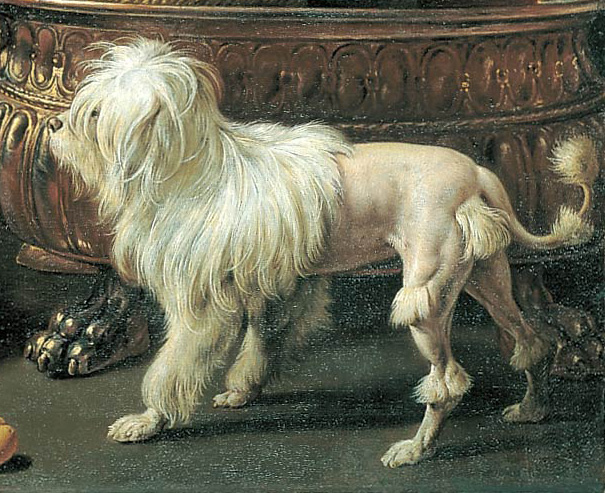
Un chien ressemblant beaucoup à un petit chien lion. Adriaen van Utrecht, Nature morte, 1644.
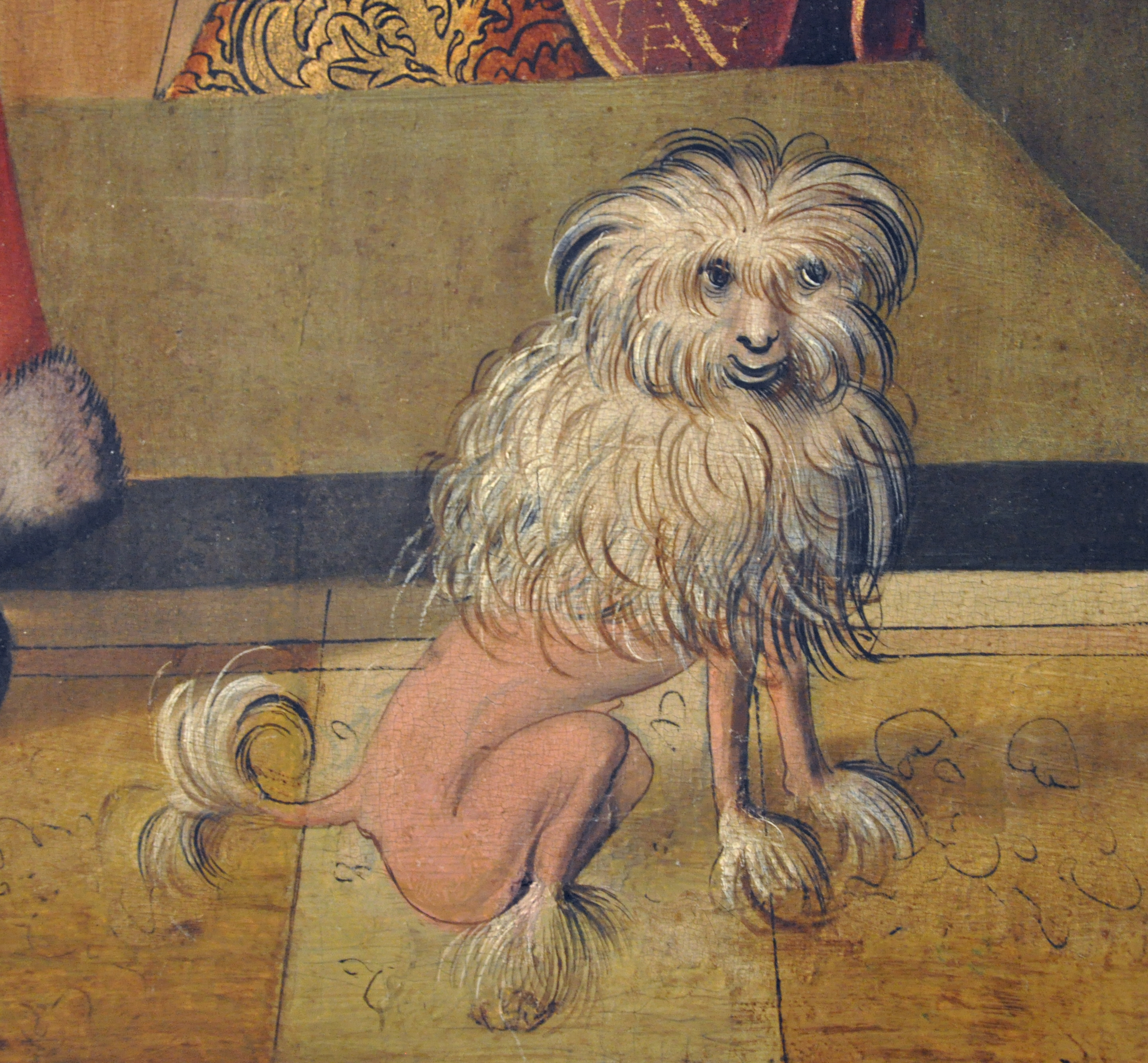
Détail sur un tableau du XVIe siècle.
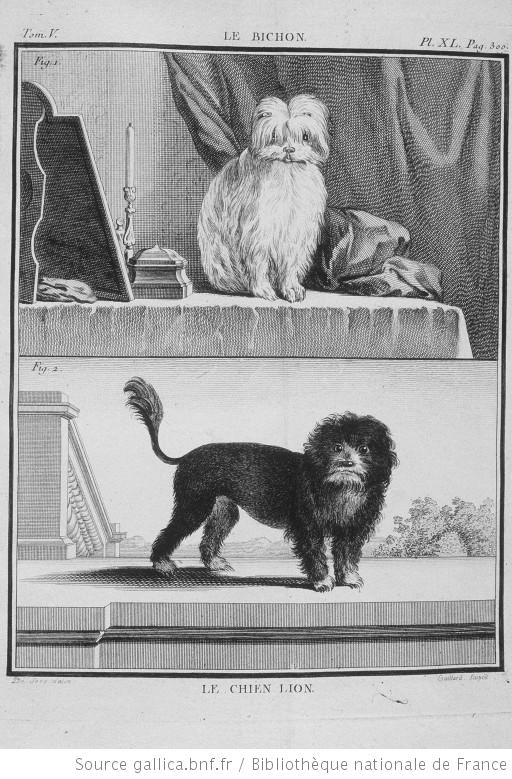
Le bichon et le chien-lion illustrés dans l'Histoire naturelle de Buffon.
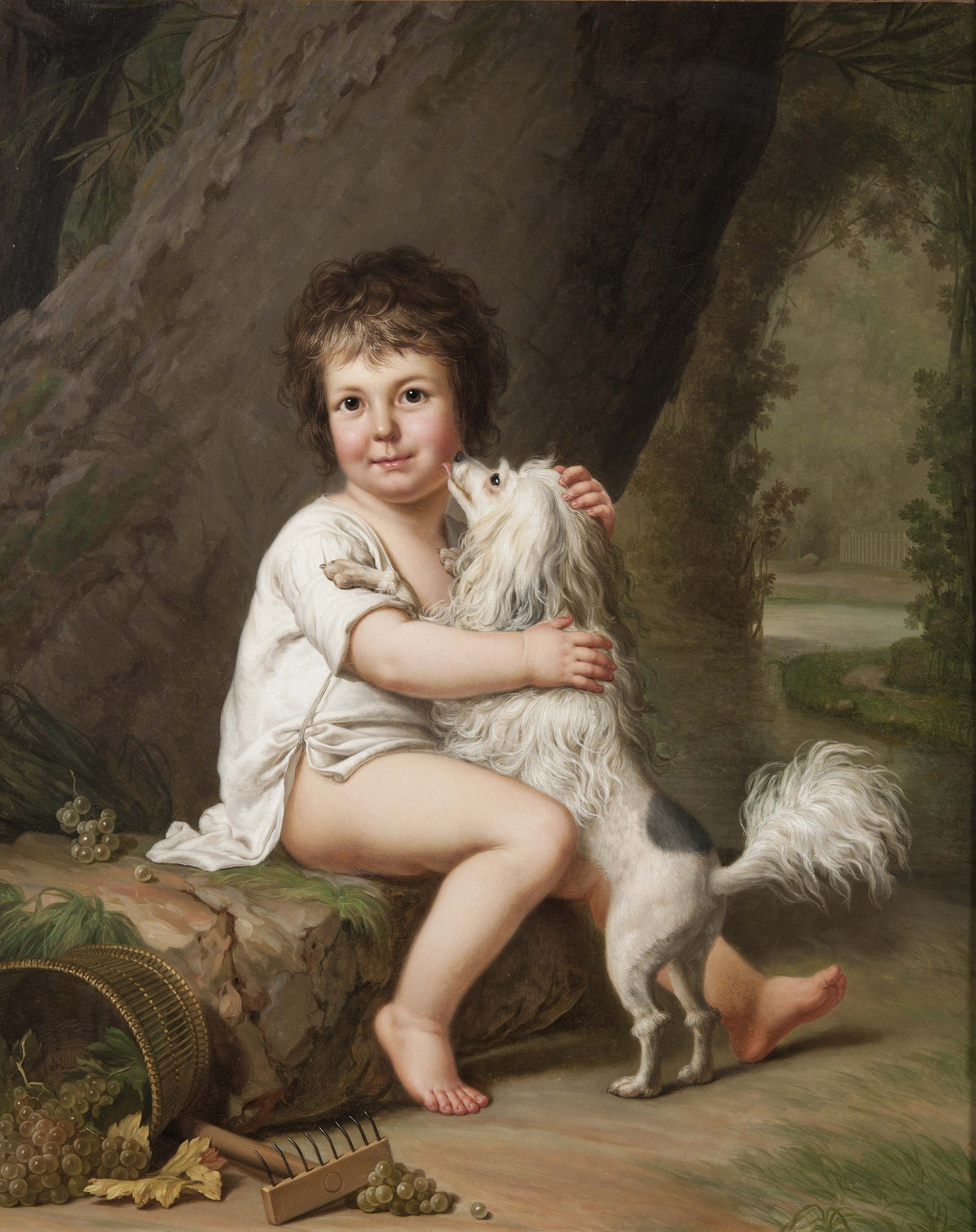
Portrait d'Henri Bertholet-Campan à deux ans avec son chien Aline, Adolf Ulrik Wertmüller, 1786.

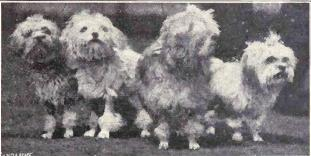
Des petits chiens lions vers 1915.

Toutefois, de nombreuses variétés de chiens, qui peuvent à présent se comparer au bichon ou au caniche, ont été toilettées en lion. L'origine exacte du chien-lion est confuse. Divers croisements ont pu conduire à la formation de cette race, notamment avec le barbet, l'épagneul nain, le bichon et le caniche.
Oubliée au XIXe siècle, la race est recréée dans les années 1950. Dans les années 1960, il est déclaré « chien le plus rare du monde ». Avec 85 inscriptions en France en 2012 au livre des origines français, le petit chien lion est une race rare.

## Standard
Le petit chien lion est un chien de petite taille, d'allure fière et décidée. Le corps, inscrit dans un carré, est court et bien proportionné, doté d’une musculature et d’une ossature solides. Attachée très légèrement sous la ligne du dos, la queue est portée recourbée sur le dos, sans le toucher. Les membres sont bien d’aplomb et parallèles en action. Les allures sont vives, énergiques et amples avec un port de tête fier.
La tête est courte et assez large du haut du crâne au museau. Le stop est modérément arqué. Les yeux sont grands, de couleur très foncée, ronds et bien écartés. Attachées bas, les oreilles pendantes atteignent la moitié de la longueur du museau si on les étire. Les oreilles sont bien frangées.
Le poil est soyeux, long, ondulé, dense, sans sous-poil. Toutes les couleurs sont acceptées. Le toilettage en lion est obligatoire en exposition.

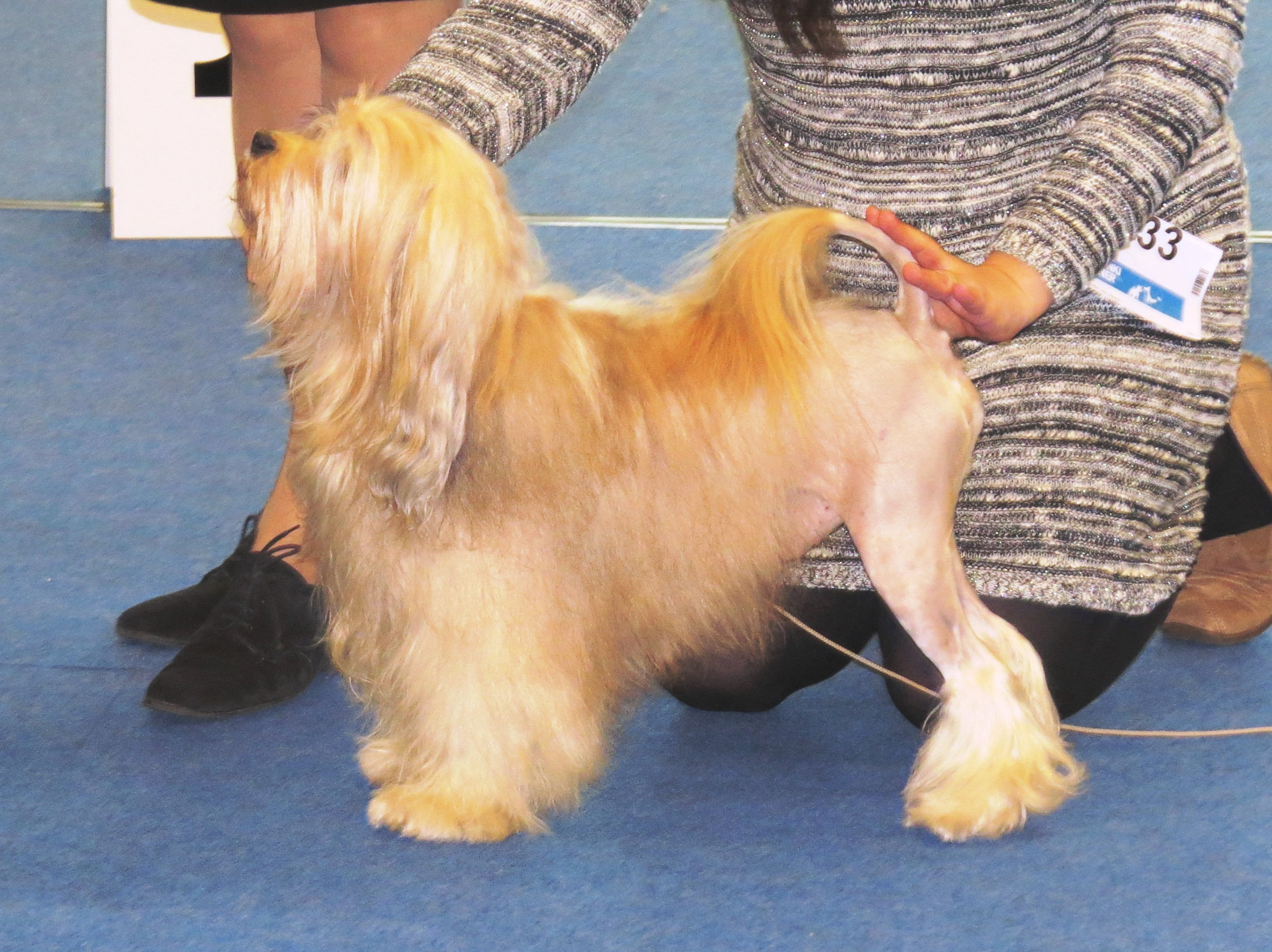
Un petit chien lion jaune lors d'une exposition canine à Helsinki.
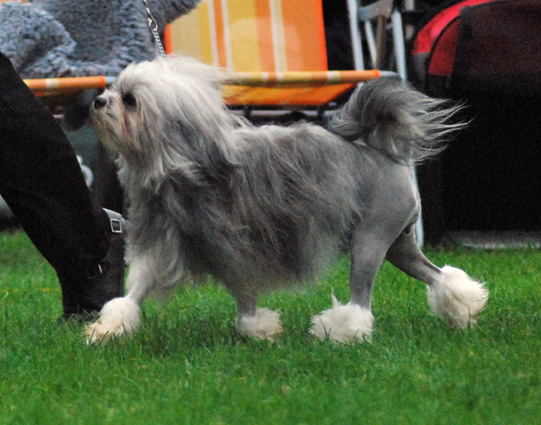
Les allures doivent être vives avec un port de tête fier.
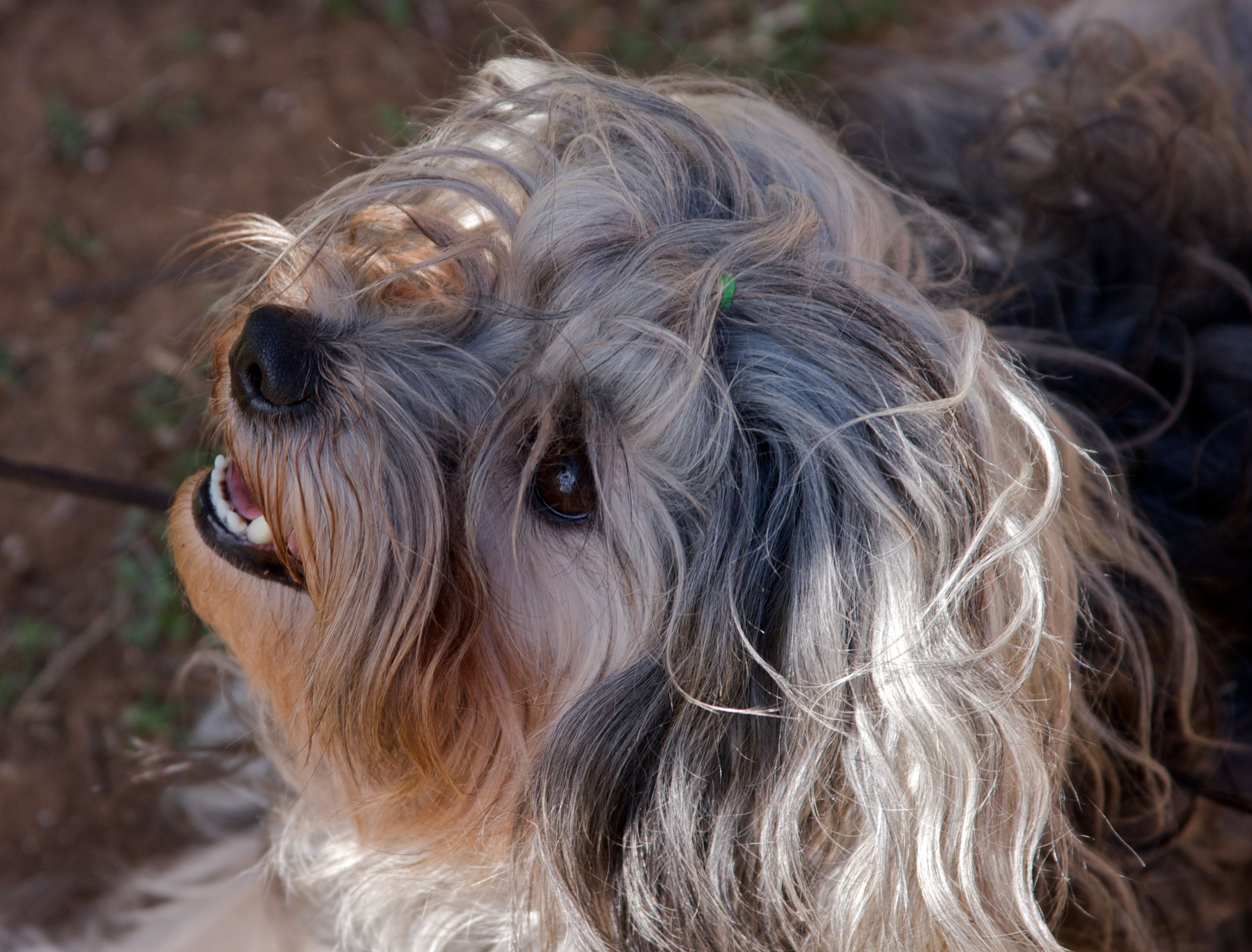
Le museau est court avec un stop modérément arqué. Les yeux sont grands, ronds et de couleur foncée.

## Caractère
Le petit chien lion est décrit dans le standard de la Fédération cynologique internationale comme affectueux, obéissant avec ses maîtres, attentif, calme et discret à la demande. L'éducation est facile. Le petit chien lion est un chien sportif, robuste et rustique, qui apprécie les sorties quotidiennes.

## Utilité
Le petit chien lion est un chien de compagnie. Le toilettage en lion en fait un compagnon élégant. Sportif et obéissant, il peut faire des activités comme l'agility, le concours d'obéissance ou l'obérythmée. Il a des aptitudes pour la garde.

## Toilettage

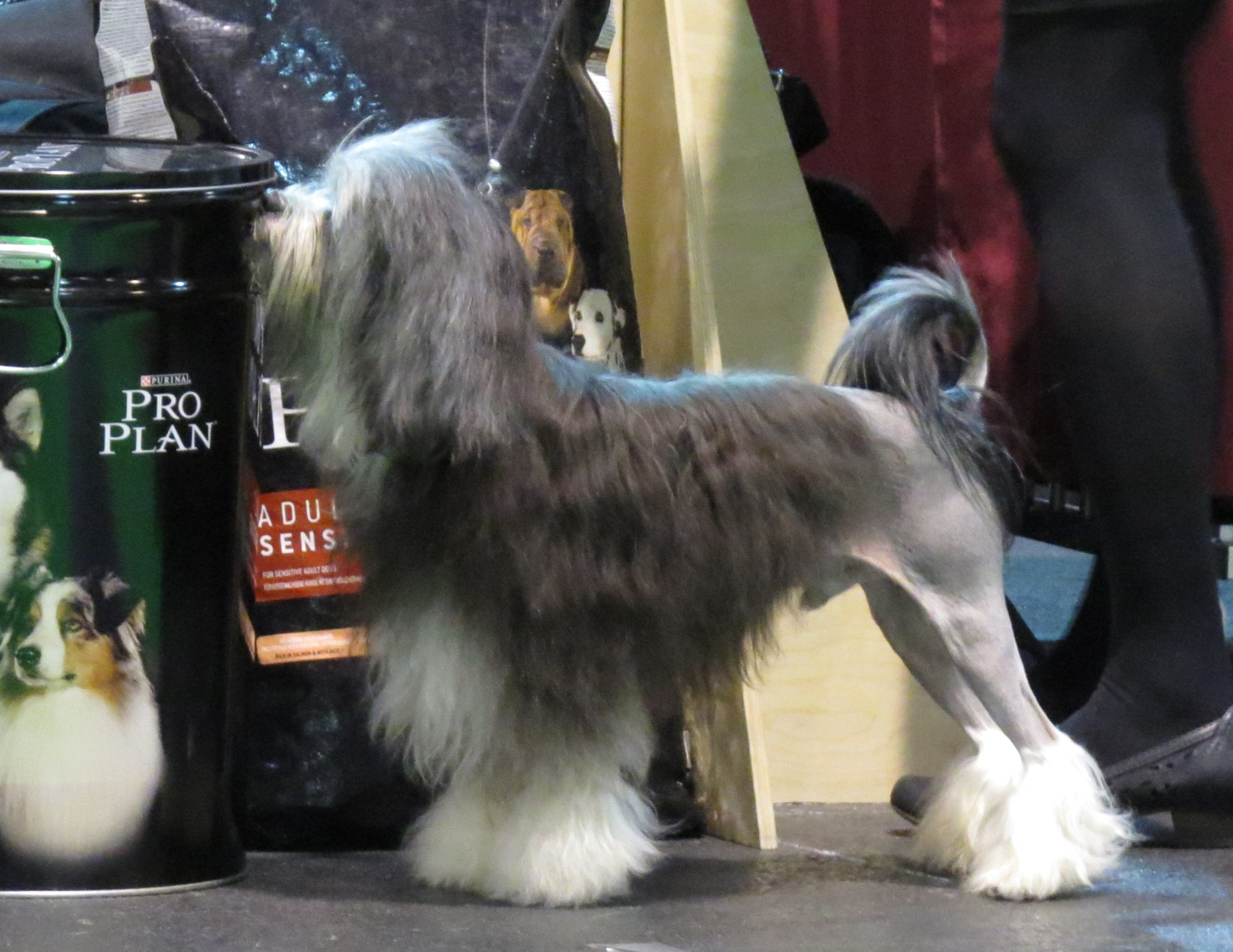
Le toilettage en lion.

Le toilettage est lourd à mettre en œuvre. Il n'est obligatoire que pour les sujets d'exposition. Le toilettage en lion doit être repris toutes les huit semaines. Le chiot est tondu dès huit semaines pour l'habituer dès le plus jeune âge à cette opération longue. Un brossage hebdomadaire est nécessaire à l'entretien de la coupe. Pour un chien d'exposition, la tonte doit être réalisée trois à sept jours avant la date.
Le toilettage demande une tondeuse avec peigne de 0,5 mm, une brosse à picots antistatique, des peignes, un coupe-ongles, des ciseaux, de la lotion nettoyante pour les yeux et les oreilles, divers shampoings adaptés au type de poil. Le chien doit être brossé, tondu, baigné, puis à nouveau brossé. La tonte s'effectue d'abord sur le corps, de la pointe du jarret jusqu'à la dernière côte. Les pattes avant sont tondue du genou au coude et la queue sur une demi-longueur. Les pieds sont tondus même entre les orteils et le poil doit également être coupé ou tondu entre les coussinets. Les ongles sont coupés si nécessaire.
Après le bain, le chien est séché en commençant par les franges et la queue. La tête est séchée de l'arrière vers l'avant (du cou au stop). Les oreilles et les yeux sont nettoyés, les poils entre les yeux éclaircis aux ciseaux. Le brossage final peut être réalisé avec une brosse en poils de sanglier.